# Shaun Morgan

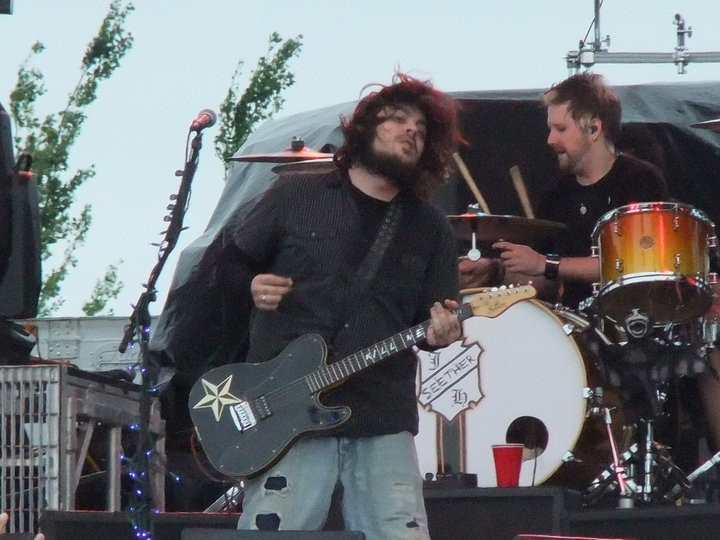
Shanun Morgan

Shaun Morgan Welgemoed (* 21. prosince 1978, Pietermaritzburg, Jihoafrická republika) je jihoafrický muzikant známý jako zpěvák, frontman a kytarista post-grungové skupiny Seether.